# Shihao
Shihao (kinesiska: 石壕) är en köping i sydvästra Kina. Den ligger i stadsdistriktet Qijiang i storstadsområdet Chongqing, omkring 110 kilometer söder om det centrala stadsdistriktet Yuzhong. Antalet invånare är 43680. Befolkningen består av 20 930 kvinnor och 22 750 män. Barn under 15 år utgör 19,0 %, vuxna 15-64 år 69 %, och äldre över 65 år 10,0 %.